# FC Nork Maraš Jerevan
Football Club Nork Maraš Jerevan (arménsky: Ֆուտբոլային Ակումբ „Նորք Մարաշ“ Երևան) byl arménský fotbalový klub sídlící ve městě Jerevan. V roce 2002 se klub přihlásil do druhé ligy, ve které setrval tři ročníky. V roce 2004 klub odehrál pouze 26 ze 30 zápasů, zbývající 4 zápasy byli kontumovány 3:0 v neprospěch klubu.

## Umístění v jednotlivých sezonách
Zdroj:
Legenda: Z - zápasy, V - výhry, R - remízy, P - porážky, VG - vstřelené góly, OG - obdržené góly, +/- - rozdíl skóre, B - body, červené podbarvení - sestup, zelené podbarvení - postup, fialové podbarvení - reorganizace, změna skupiny či soutěže
| Arménie (2002 – 2004) |               |        |    |   |   |    |    |     |      |    |        |
| Sezóny                | Liga          | Úroveň | Z  | V | R | P  | VG | OG  | +/-  | B  | Pozice |
| 2002                  | Aradżin chumb | 2      | 30 | 5 | 4 | 21 | 26 | 99  | -73  | 19 | 12.    |
| 2003                  | Aradżin chumb | 2      | 22 | 3 | 3 | 16 | 23 | 64  | -41  | 12 | 11.    |
| 2004                  | Aradżin chumb | 2      | 30 | 2 | 0 | 28 | 7  | 117 | -110 | 3  | 16.    |